# Sikin-Pasangan
Das Sikin-Pasangan, auch Beulangkah, Bolangkah, Klangkah, Koelangkah, Lading, Palanka, Pedang Peusangan, Pelangka, Peudeueng Peusangan, Peulangkah, Plangkah und Sekin Pasangan, ist ein Schwert aus Sumatra.

## Beschreibung
Das Sikin-Pasangan hat eine gebogene, breite, zweischneidige Klinge mit parallel liegenden Schneiden. Die Klinge wird vom Heft zum Ort breiter. Der Ort ist leicht abgerundet. Die Klingen haben meist einen breiten, tiefen Hohlschliff, der vom Heft bis fast zum Ort läuft. Das Heft hat kein Parier, jedoch eine metallene Zwinge, die zur besseren Befestigung zwischen Heft und Klinge dient, und ist meist aus Horn gearbeitet. Der Knauf ist gabelförmig geschnitzt (indon. Hulu Peusangan) und poliert. Der Sikin-Pasangan ist eine Version des Klewang. Er wird von Ethnien in Sumatra benutzt.